# Kitróka
A kitróka (Vulpes macrotis) az emlősök (Mammalia) osztályának ragadozók (Carnivora) rendjébe, ezen belül a kutyafélék (Canidae) családjába tartozó faj.

## Előfordulása
Az Amerikai Egyesült Államok délnyugati részén és Mexikó északi részén található meg. Élőhelye a félsivatagos területek.

## Megjelenése
Szőre hátán sárgásszürke, oldalán narancssárgás, hasa alatt pedig fehér. Farka vége fekete. Talpát olyan sűrű szőr borítja, hogy lábnyoma sosem egyértelműen kivehető. Nagy fülei vannak. A kitróka a legkisebb észak-amerikai kutyaféle. Testhossza 52 cm, ebből a farok 32 cm. Testtömege 2,7 kg.

## Életmódja
A kitróka magányos állat. A forró nappali időszakot föld alatti kotorékában vészeli át, ahonnan este bújik elő, hogy nyulakra és tasakosegér-félékre (Heteromyidae) vadásszon. Vízigényét zsákmányának testnedveiből fedezi, ezért több állatot öl meg, mint ha csak az energiaszükségleteit akarná táplálékából kielégíteni. Körülbelül 5 évig él. A kitróka azon állatfajok közé tartozik, amelyeket nehéz természetes élőhelyükön megfigyelni. Módfelett óvatos, félénk állat. Amikor meglepik, főként a kicsinyeit védő nőstény nem várt agresszióval támad a betolakodóra.

## Szaporodása
Az átlagos alomméret 4-5 egyedből áll, a kis rókák február-március táján jönnek világra, 4 dkg körüli súllyal. Legalább egy hónap telik el születésüktől fogva, mire anyjuk megengedi nekik, hogy előbújjanak az üregből, és ismerkedni kezdjenek a külvilággal. Aztán egész nyáron gondosan vigyázza, tanítja kicsinyeit, végül ősszel elválnak útjaik, és a fiatal rókák megkezdik önálló életüket.

## Természetvédelmi állapota
A Természetvédelmi Világszövetség vörös listája szerint a kitróka „nem fenyegetett” faj, míg az Amerikai Szövetségi Lista szerint veszélyeztetett faj. Az élőhelyének elvesztése fenyegeti.